# 36-й специальный транспортный авиационный полк
36-й специальный транспортный авиационный полк (пол. 36 Specjalny Pułk Lotnictwa Transportowego) — авиационное формирование (транспортный авиационный полк) Воздушных сил Польши, образованный 25 февраля 1945 года. 
В основном авиаполк выполнял задачи по транспортировке высших государственных лиц Польши, однако также выполнял и другие задания, связанные, например, с оказанием гуманитарной помощи. Полк базировался на 1-й авиабазе в Варшавском аэропорту имени Фредерика Шопена. 

## Флот
На конец 2011 года полк эксплуатировал следующую авиатехнику:

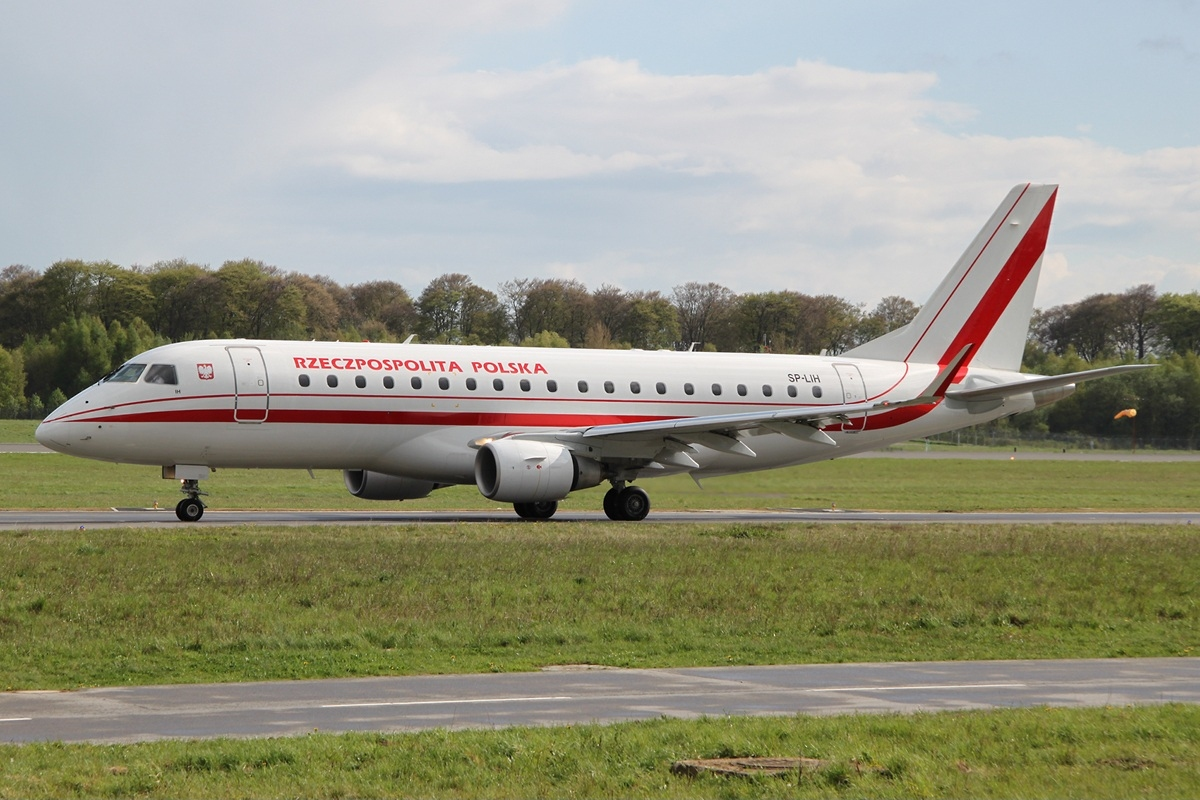
Принадлежащий полку Embraer 175

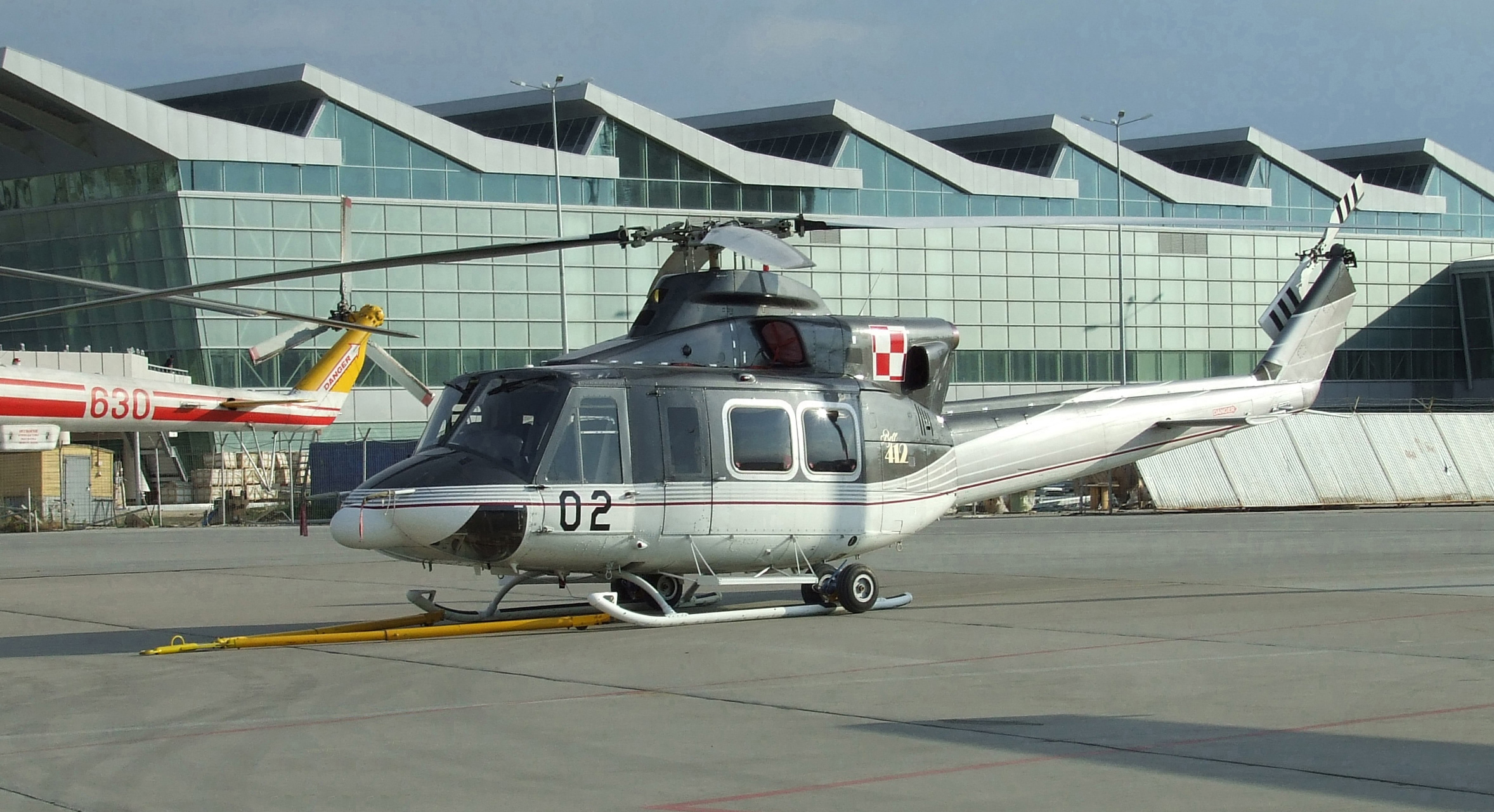
Вертолёт Bell 412HP

| Воздушное судно | Происхождение | Тип                                      | Количество |
| --------------- | ------------- | ---------------------------------------- | ---------- |
| Embraer 175     | Бразилия      | Пассажирский самолёт                     | 2          |
| PZL M28         | Польша        | Служебный самолёт                        | 3          |
| PZL W-3         | Польша        | Пассажирский вертолёт Служебный вертолёт | 5          |
| Ми-8            | СССР          | Пассажирский вертолёт                    | 7          |

## Авиакатастрофы
- Катастрофа Ан-24 под Щецином. 28 февраля 1973 года при заходе на посадку ночью в условиях обледенения попал в зону сильной турбулентности, резко потерял высоту и разбился недалеко от аэропорта «Щецин». Погибли все находившиеся на борту члены польско-чехословацкой делегации, которые должны были посетить морской порт Щецина, среди них: министр внутренних дел Польши Веслав Очепка (пол. Wiesław Ociepka), министр внутренних дел Чехословакии Радко Каска (чеш. Radko Kaska) и глава администрации ЦК Коммунистической партии Чехословакии Михал Кудзей (чеш. Michal Kudzej).
- Катастрофа Ту-154 в Смоленске. 10 апреля 2010 года принадлежавший полку самолёт Ту-154М разбился в при посадке в условиях облачности на аэродром Смоленск-Северный с 96 людьми на борту, включая президента Польши Леха Качиньского. Выживших нет. Делегация направлялась на траурные мероприятия, посвящённые 70-летию Катынского расстрела.